# Oskar Emil Meyer
Oskar Emil Meyer (Varel, 15 ottobre 1834 – Breslavia, 21 aprile 1909) è stato un fisico tedesco, noto per gli studi sulla viscosità dei gas. Era fratello minore del chimico Lothar Meyer.

## Biografia
Dal 1854 studiò scienze presso le università di Heidelberg, Zurigo e Königsberg, dove fu allievo di Franz Ernst Neumann. Nel 1860 conseguì il diploma di dottorato con una tesi sull'attrito tra due liquidi, dal titolo De mutua duorum fluidorum frictione. Nel 1864 succedette a Rudolf Lipschitz alla cattedra di professore associato all'Università di Breslavia, dove insegnò matematica e fisica matematica. Nel corso degli anni successivi diventò professore ordinario nella stessa università, e nel 1867 prese il posto di Moritz Ludwig Frankenheim come direttore del Gabinetto di Fisica.

## Opere
Nel 1854 il suo celebre trattato Die kinetische Theorie der Gase. In elementarer Darstellung mit mathematischen Zusätzen fu tradotto in inglese e pubblicato con il titolo The kinetic theory of gases; elementary treatise with mathematical appendices.
Altre sue opere:
- Ueber die Reibung der Flüssigkeiten. Nachtrag, 1863 – Sull'attrito dei liquidi.
- Vorlesungen über die Theorie der Elasticität der festen Körper und des Lichtäthers, 1885 (di Franz Ernst Neumann, a cura di Meyer) – Lezioni sulla teoria dell'elasticità dei corpi solidi e sull'etere luminifero.
- Die Bestimmung der inneren Reibung nach Coulomb's Verfahren, 1887 – Sulla definizione di attrito interno secondo il metodo di Coulomb.
- Gebirgsmagnetismus, 1889 – Geomagnetismo.[3]